# Hydractinia pruvoti
Hydractinia pruvoti is een hydroïdpoliep uit de familie Hydractiniidae. De poliep komt uit het geslacht Hydractinia. Hydractinia pruvoti werd in 1905 voor het eerst wetenschappelijk beschreven door Motz-Kossowska. 